# Connie Norman
Coniel "Connie" Norman (Detroit, Míchigan, 24 de septiembre de 1953) es un exjugador de baloncesto estadounidense que disputó tres temporadas en la NBA y 3 más en la CBA. Con 1,96 metros de estatura, jugaba en la posición de escolta.

## Trayectoria deportiva

### Universidad
Jugó durante dos temporadas en los Wildcats de la Universidad de Arizona, en las que promedió 23,9 puntos y 5,5 rebotes por partido. Mantuvo durante 34 años el récord de su universidad de más puntos anotados por un novato, con 576, hasta que se lo arrebató Jerryd Bayless. Es uno de los 6 únicos jugadores de primer año en liderar en anotación a los Wildcats en una temporada.

### Profesional
Fue elegido en la trigésimo séptima posición del Draft de la NBA de 1974 por Philadelphia 76ers, y también por los Denver Rockets en el puesto 34 del Draft de la ABA, fichando por los primeros. Jugó dos temporadas con los Sixers, aunque en la primera de ellas sólo llegó a disputar 12 partidos. En la segunda promedió 5,9 puntos y 1,6 rebotes por partido.
Tras ser despedido, jugó dos temporadas en la CBA, en los Allentown Jets  y en los Lancaster Red Roses, hasta que en 1978 fichó como agente libre por los San Diego Clippers, donde disputó 22 partidos en los que promedió 7,3 puntos y 1,5 rebotes.
Jugó una temporada más en los Red Roses de la CBA, antes de retirarse definitivamente.

## Estadísticas de su carrera en la NBA

### Temporada regular
| Temporada | Edad | Equipo             | Liga | P  | TIT | MIN  | TC  | TCA | %TC  | 3P | 3PA | %3P | TL  | TLA | %TL  | R.OF. | R.DEF. | REB | ASIS | ROB | TAP | PER | FP  | PTS |
| 1974-75   | 21   | Philadelphia 76ers | NBA  | 12 |     | 6.0  | 1.9 | 3.7 | .523 |    |     |     | 0.2 | 0.3 | .667 | 0.3   | 0.8    | 1.0 | 0.3  | 0.3 | 0.1 |     | 0.8 | 4.0 |
| 1975-76   | 22   | Philadelphia 76ers | NBA  | 65 |     | 12.6 | 2.8 | 6.5 | .434 |    |     |     | 0.3 | 0.4 | .833 | 0.8   | 0.8    | 1.6 | 1.0  | 0.4 | 0.1 |     | 1.3 | 5.9 |
| 1978-79   | 25   | San Diego Clippers | NBA  | 22 |     | 14.7 | 3.2 | 7.5 | .430 |    |     |     | 0.9 | 1.0 | .826 | 0.6   | 0.9    | 1.5 | 1.1  | 0.5 | 0.1 | 1.0 | 1.6 | 7.3 |
| Total     |      |                    | NBA  | 99 |     | 12.3 | 2.8 | 6.4 | .439 |    |     |     | 0.4 | 0.5 | .820 | 0.7   | 0.8    | 1.5 | 0.9  | 0.4 | 0.1 | 1.0 | 1.3 | 6.0 |

### Playoffs
| Temporada | Edad | Equipo             | Liga | P | MIN | TCA | TC | 3PA | 3P | TLA | TL | R.OF. | REB | ASIS | ROB | TAP | PER | FP | PTS | %TC   | %3P | %FT | MIN | PTS | REB | AST |
| 1975-76   | 22   | Philadelphia 76ers | NBA  | 1 | 1   | 1   | 1  |     |    | 0   | 0  | 0     | 1   | 0    | 0   | 0   |     | 0  | 2   | 1.000 |     |     | 1.0 | 2.0 | 1.0 | 0.0 |
| Total     |      |                    | NBA  | 1 | 1   | 1   | 1  |     |    | 0   | 0  | 0     | 1   | 0    | 0   | 0   |     | 0  | 2   | 1.000 |     |     | 1.0 | 2.0 | 1.0 | 0.0 |